# Précorbin
Précorbin – miejscowość i dawna gmina we Francji, w regionie Normandia, w departamencie Manche. W 2013 roku jej populacja wynosiła 538 mieszkańców. 
W dniu 1 stycznia 2016 roku z połączenia pięciu ówczesnych gmin – Notre-Dame-d’Elle, Précorbin, Rouxeville, Saint-Jean-des-Baisants oraz Vidouville – utworzono nową gminę Saint-Jean-d’Elle. Siedzibą gminy została miejscowość Saint-Jean-des-Baisants. 